# Roberto Kettlun
Roberto Karim Pesce Kettlun (n. Santiago, Chile; 25 de julio de 1981) es un ex-futbolista chileno de ascendencia palestina que jugaba como mediocampista, su último club fue el Ahli Al-Khaleel de la Cisjordania Premier League de Palestina.

## Carrera
Roberto Kettlun inició su carrera futbolística en Universidad Católica, donde nunca tuvo mucha continuidad en el Primer equipo, por eso fue a buscar más regularidad en Palestino donde tuvo grandes campeonatos lo que le valió pasar al fútbol griego donde defendió al Skoda Xanthi y donde fue compañero del chileno Dante Poli, no fue lo que esperaba de manera que al año siguiente vuelve a palestino para después llegar a Unión Española, en la Temporada 2007-2008 fue transferido al Brindisi de Italia donde estuvo dos años, después tuvo un corto paso por el Santegidiese del mismo país para recalar en el club Teramo, donde se coronó campeón del campeonato Eccellenza Regionale (6.ª División Italiana). Llega en el segundo semestre del 2012 a Palestina, integrándose al Hillal Al Quds.

## Selección de fútbol de Palestina
De familia palestina, Roberto empezó en la Selección Sub-23 durante los años 2002-2003 y su paso por el Seleccionado adulto estuvo durante el año 2002 y 2006 donde disputó las clasificatorias para el Mundial de Alemania 2006. Actualmente ha sido regularmente convocado.

## Clubes
| Club                 | País      | Año        |
| -------------------- | --------- | ---------- |
| Universidad Católica | Chile     | 2001       |
| Palestino            | Chile     | 2002-2003  |
| Skoda Xanthi         | Grecia    | 2003-20205 |
| Unión Española       | Chile     | 2006-2007  |
| Brindisi             | Italia    | 2007-2009  |
| Santegidiese 1948    | Italia    | 2009       |
| Teramo               | Italia    | 2009-2010  |
| Olympia Agnonese     | Italia    | 2010       |
| Virtus Casarano      | Italia    | 2010-2012  |
| Hilal Al-Quds        | Palestina | 2012-2014  |
| Ahli Al-Khaleel      | Palestina | 2015-2016  |

## Director deportivo
| Club           | País  | Año        |
| -------------- | ----- | ---------- |
| Palestino      | Chile | 2017-2018  |
| Fernández Vial | Chile | 2019-2023. |

## Palmarés

### Campeonatos nacionales
| Título            | Equipo          | País      | Año     |
| ----------------- | --------------- | --------- | ------- |
| Copa de Palestina | Hilal Al-Quds   | Palestina | 2013-14 |
| Copa de Palestina | Ahli Al-Khaleel | Palestina | 2014-15 |